# Willi Tilger
Willi Tilger (* 19. Januar 1922; † 16. Februar 2008) war ein deutscher Beamter und Kommunalpolitiker.

## Werdegang
Tilger war zunächst Bundesbahninspektor, später Ministerialrat im Kultusministerium des Landes Rheinland-Pfalz.
1953 trat er in die CDU ein. Drei Jahre später wurde er in den Stadtrat von Ludwigshafen am Rhein gewählt, dem er bis 1969 angehörte. Sein politisches Wirken verlagerte sich ab 1969 hin zur Christlich-Demokratischen Arbeitnehmerschaft (CDA). 1982 war er Gründungsmitglied der Senioren-Union Ludwigshafen und Gründungsmitglied des Seniorenrates der Stadt Ludwigshafen sowie Mitglied des Seniorenrates des Landes Rheinland-Pfalz.
Von 1971 bis 1990 war Tilger Landesvorsitzender des Deutschen Beamtenbundes (DBB) in Rheinland-Pfalz. Bei seinem Ausscheiden aus dem Amt wurde er dessen Ehrenvorsitzender. Von 1993 bis 1999 war er Kreisvorsitzender und 1993 bis 2001 stellvertretender Landesvorsitzender des Bundes der Ruhestandsbeamten, Rentner und Hinterbliebenen (BRH) und wurde 2001 ebenfalls zum Ehrenvorsitzenden ernannt. Darüber hinaus war er lange Jahre Mitglied im Rundfunkrat des Südwestfunks.

## Ehrungen
- 1977: Verdienstkreuz 1. Klasse der Bundesrepublik Deutschland
- 1990: Großes Verdienstkreuz der Bundesrepublik Deutschland